# 超基猪笼草
超基猪笼草（学名：Nepenthes ultra）是菲律宾吕宋岛低海拔的超基性土壤地区特有的的热带食虫植物。
超基猪笼草属于非正式的“翼状猪笼草组”分类群下，其中还包括翼状猪笼草（N. alata）、塞西尔猪笼草（N. ceciliae）、科普兰猪笼草（N. copelandii）、绝灭猪笼草（N. extincta）、小花猪笼草（N. graciliflora）、汉密吉伊坦山猪笼草（N. hamiguitanensi）、奇坦兰山猪笼草（N. kitanglad）、仓田猪笼草（N. kurata）、莱特岛猪笼草（N. leyte）、棉兰老岛猪笼草（N. mindanaoensis）、内格罗斯岛猪笼草（N. negros）、拉莫斯猪笼草（N. ramos）及萨兰加尼猪笼草（N. saranganiensis）。这些物种之间存在着许多共同特征，比如叶柄具翼、捕虫笼笼盖下表面基部存在附属物，及上位笼基部通常较宽。

## 扩展阅读
- 食虫植物照片搜寻引擎中超基猪笼草的照片 （页面存档备份，存于）

 维基共享资源上的相關多媒體資源：超基猪笼草
 維基物種上的相關：超基猪笼草